# 李岩 (足球运动员)
李岩（1984年7月19日—），男，中国足球运动员，司职中场。曾效力于广州富力队。

## 职业生涯
李岩曾经代表广州日之泉亿达参加中国足球乙级联赛，2004年正式成为广州日之泉一队的球员，之后又代表日之泉(广州二队)参加香港甲组足球联赛，直到2005赛季才开始获得稳定的上场时间。2005年7月16日，李岩在广州日之泉主场迎战青岛海利丰的比赛进行到伤停补时阶段时打进一球，帮助广州队2比1击败对手，这也是李岩代表广州队打进的首个联赛进球。
从2007赛季开始，李岩成为球队的绝对主力，并帮助球队夺得该赛季中甲联赛冠军，十年后重返顶级联赛赛场。2008赛季，他是广州医药队中三名在该赛季所有比赛都首发出场的球员（另外两人是白磊和李帅）。11月2日，他在广州医药主场4比3击败天津泰达的比赛中打进职业生涯的首个中超联赛进球。2009赛季，由于胡兆军的加盟，李岩的出场时间有所减少，赛季获得26次出场机会，其中18次作为首发球员。2010年，广州队在中国足坛反赌风暴被揭发打假球，受到降级处分，但李岩依然留在球队，他在2010赛季出场23次，全部首发，仅因累积黄牌停赛而错过一场比赛，成为广州恒大再次获得中甲联赛冠军、重返中超联赛的核心球员。2011赛季，李岩将3号球衣让于新加盟的巴西后卫保隆，改穿33号球衣。由于加大投入的广州恒大队引进赵源熙、杨昊、张琳芃等数名可以打后腰的球员，李岩的上场时间受到压缩，联赛仅得到6次替补出场的机会，跟随广州队获得该赛季中超联赛的冠军。在2012赛季，赵旭日和秦升的到来使得球队后腰位置的竞争更加激烈，但由于广州恒大参加2012年亚足联冠军联赛，李岩仍在上半赛季获得3次首发出场的机会，并在4月13日主场3比1击败杭州绿城的比赛中首开纪录。
2012年7月，广州恒大买入后腰黄博文，为了得到更多的上场时间，李岩在11日租借加盟中超升班马广州富力。他在广州富力迅速占据球队主力位置，2012赛季下半场为球队出场11次，全部踢满全场。11月9日，广州富力宣布李岩正式转会加盟球队。2016年，他以自由身加盟家乡的中乙球队保定容大，并成功冲上中甲。2020赛季开始前，保定容大解散，他在年底加盟中乙球队山西龙晋。当赛季结束后，未获续约的李岩最终在2021年5月宣布退役。